# 千歳民報
千歳民報（ちとせみんぽう）は、苫小牧民報系の地方新聞（夕刊）。北海道千歳市・恵庭市などを対象地域としていた。
1963年7月創刊。公称部数は1万部弱であったが、2020年1月31日付で部数の落ち込みなどを理由として休刊した。
千歳本社は千歳支局とし、恵庭支局は閉鎖方針。販売店は千歳に5店、恵庭に2店を有したが、専売店3店は休刊をもって閉鎖。

## 本社・支局
- 千歳本社
  - 北海道千歳市北斗2丁目10-15
- 恵庭支局
  - 北海道恵庭市末広町125-2

## 沿革
- 1963年7月：苫小牧民報社が千歳支社を開設し、千歳民報を発行
- 1965年5月：朝刊紙から夕刊紙へ変更
- 1989年4月：千歳支社を千歳本社に機構改革
- 2010年1月：題字デザインが横組みに変更
- 2020年1月：休刊